# 浅越金次郎
浅越 金次郎（あさこし きんじろう、1866年5月23日（慶応2年4月9日） - 1932年（昭和7年）4月28日）は、明治から昭和期の数学者、教育者。立教大学教授、商船学校教授。数学の泰斗として知られた。

## 人物・経歴
東京出身。1890年（明治23年）10月、立教大学校（現・立教大学）が改組されて立教学校（第2次）が発足すると、教授に就任し数学を講じる。
1897年（明治30年）より商船学校の教諭、1901年（明治34年）より教授を務める。1907年（明治40年）9月、立教大学（専門学校令による）が開校すると、同大学教授を兼任。
1922年（大正11年）5月、立教大学が大学令により再び大学になると、商学部が設置され、同学部教授に就任し、商業数学を講じた。この商学部開設時に、日本の商品学の泰斗である坂口武之助も同学部教授に就き、商品学と国税を担った。
立教大学で教授を務めていた時には東京・大井町に居住した。
浅越の弟子には、受験数学書のベストセラーを著した藤森良蔵（旧制立教中学校教諭）がいる。戦時下において文科系の大学であった立教大学が、存続のために理工系学部を創設しようと佐伯松三郎（立教大学卒業生）が尽力していた際、上野陽一（産業能率大学の創始者、立教大学教授）の紹介で佐伯は藤森を紹介してもらったが、その際、藤森は「浅越金次郎先生が存命ならば、当然浅越先生が立教のために加勢したと思うが、私は浅越先生の弟子なので私が代わりにやりましょう。」と理工系学部創設にむけて支援することを快諾し、今野武雄（数学者）やその息子にも協力するように話をつけている。

## 主な著作
- 『弧三角教科書解式』浅越金次郎 解,田中矢徳 閲 攻玉社 1888年10月
- 『常用曲線教科書』教文館 1897年
- 『航海科力学教科書』商船学校 1915年
- 『浅越航海表』商船学校 東京高等商船学校積成会 1928年